# Communauté rurale de Thiaré
 (mars 2021).
- Si vous ne connaissez pas le sujet, laissez ce bandeau (vous pouvez alors contacter les auteurs).
- Si vous supprimez le contenu mis en cause (vous pouvez préalablement contacter les auteurs),

argumentez précisément cette suppression dans la page de discussion
(un manque de référence n'est pas un argument ; une recherche réelle de référence doit avoir été effectuée, être formellement documentée).
La communauté rurale de Thiaré est devenue une commune du Sénégal d'après l'acte III de la décentralisation située à l'ouest du pays. 
Elle fait partie de l'arrondissement de Koumbal, du département de Kaolack et de la région de Kaolack.

## Les résultats de l'acte III de la décentralisation

### La communalisation intégrale
Toutes les communautés rurales et les communes d’arrondissement seront érigées en communes, premier ordre de collectivité locale au Sénégal. Cette option répond à l’impératif d’une gestion de proximité des problèmes des populations et une participation des acteurs locaux à l’impulsion et à la mise en œuvre des stratégies de développement territorial.
Le statut communal se renforce avec la communalisation intégrale, et ainsi la « communauté rurale » disparait dans l’architecture de cette décentralisation.
Alors de nouvelles opportunités sont ainsi offertes aux collectivités locales de base, notamment celles du monde rural, d’améliorer, par des équipements, la plate-forme minimale des infrastructures socio-économiques de base, de recruter du personnel qualifié, d’accéder facilement aux financements des partenaires au développement et de la coopération décentralisée. En outre, cela permet un meilleur aménagement de l’espace rural.
Enfin, la communalisation intégrale permettra au pays d’harmoniser son architecture avec ce qui se fait au niveau de la sous-région voire de l’Afrique.

### Le département, collectivité locale
Le département est érigé en collectivité locale en même temps il reste circonscription administrative. Le découpage des départements au Sénégal recoupe, dans bien des cas, le tracé des anciens royaumes ou provinces. La recherche, d’un espace vécu comportant une homogénéité socioculturelle et économique et un fort sentiment d’appartenance, justifie le désir de réinvestir le département afin d’en faire un vecteur pour une bonne politique de décentralisation.
En comparaison au découpage régional, il est ici recherché des valeurs idéelles et symboliques très fortes porteuses de sentiments d’appartenance et d’identification. Les liens sociologiques entre l’acteur et son espace sont des opportunités pour construire de nouveaux espaces politiques fondés sur une autonomie réelle, une démocratie et une participation citoyennes et une administration de proximité.
Ce niveau correspond donc à une réalité historique et offre l’avantage de former des entités territoriales intermédiaires favorisant une gouvernance locale et un développement territorial mettant en synergie des communes partageant un vécu et des potentialités spécifiques dans une dynamique d’intégration rural-urbain.

### La suppression de la région, collectivité locale, et la création des pôles de développement économique
L’aménagement du territoire répond à un impératif de rééquilibrage des investissements sur les territoires en fonction des spécificités mais avec une vision globale du développement, prenant en compte l’équité, la solidarité, notamment dans le traitement des villes, des zones rurales, transfrontalières et éco géographiques. La réorganisation territoriale doit répondre aux enjeux et objectifs de développement. L’organisation actuelle des régions, collectivités locales, présente des faiblesses du point de vue de leurs possibilités à vraiment se prendre en charge dans les domaines du développement économique et social. C’est ce qui justifie leur suppression. Il faut réorganiser le territoire en pôles de développement en fonction des réalités éco géographiques. Cela offre un cadre plus rationnel et cohérent de contrôle territorial et d’impulsion du développement économique car il repose sur les exigences d’aires territoriales homogènes au plan socioculturel, éco-géographique et économique.

### L’acte III, le pari d’une approche développement économique
Une bonne politique de l’aménagement du territoire induit l’intégration de la dimension territoriale dans les planifications économiques et sociales, et le rééquilibrage des investissements selon le principe d’équité et de solidarité. A cet égard les paramètres suivants sont à prendre en compte : 
Les potentialités et vocations des territoires sont des opportunités d’élaboration et de mise en œuvre des projets de territoires (mise en œuvre articulée avec les PASER et les PASED) ; 
Promotion du partenariat public privé avec une information territoriale fiable et des projets de territoire pertinents ; 
Centralité du territoire, support de la territorialisation des politiques publiques ; 
Organisation en pôles de développement économiques.